# Louis de Torquat
Louis de Torquat de La Coulerie est un général et résistant français né le 2 juillet 1873 à Saint-Nazaire et exécuté le 30 juillet 1944 à Kerfany-les-Pins (Moëlan-sur-Mer).

## Biographie
Louis Marie Joseph de Torquat de La Coulerie est le fils de Louis de Torquat de La Coulerie, magistrat révoqué en 1883, et de Marie-Thérèse Joüanjan. Sorti de Saint-Cyr (promotion Jeanne-d'Arc 1893-1895), il participe à la Première Guerre mondiale, est général de division en retraite en 1935 et est rappelé au service en 1939.
Engagé volontaire à l'école spéciale militaire en 1893, il fait une grande partie de sa carrière en ALgérie, au Sahara et au Maroc dans le 64e régiment d'infanterie (RI), puis le 3e régiment de zouaves, le 15e RI (mai 1909 à décembre 1914) avec lequel il commence la Première guerre mondiale, chef de corps du 18e bataillon de chasseurs à pied et lieutenant-colonel au 366e RI. 
Pendant la Seconde Guerre mondiale il devient le chef de la Défense passive pour le secteur de Paramé (Ille-et-Vilaine). Les Allemands l'expulsent car il est officier supérieur et il se réfugie alors chez les beaux-parents de sa fille, au château de Rosgrand (Rédéné), dont André de Neuville avait fait un des centres de la résistance du secteur de Quimperlé. Encerclé par les troupes allemandes le 26 juillet 1944, qui y trouvent du matériel radio, Torquat est arrêté comme terroriste, incarcéré dans l'école de Bel-Air de Quimperlé et fusillé à Kerfany-les-Pins, en forêt de Quimperlé.

## Décorations et distinctions

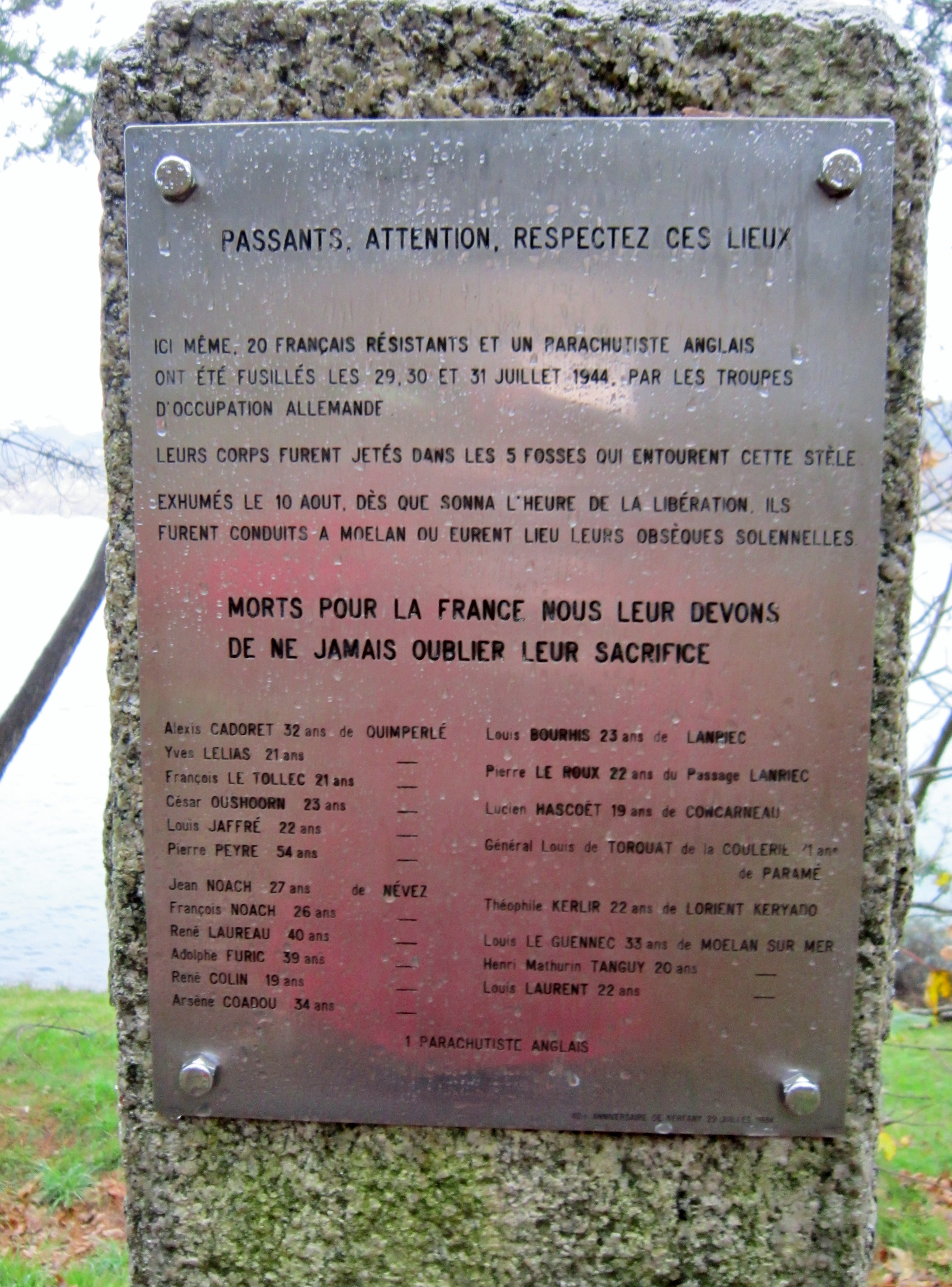

- croix de guerre 1914-1918 (palmes et étoile de vermeil)
- médaille coloniale (agrafe Algérie)
- Grand officier de la Légion d'honneur (1935)
- Mort pour la France (21 juin 1945)
- Grand-officier de l'ordre de l'Empereur Ménélik
- Commandeur de l'ordre de Saint-Stanislas
- Chevalier de l'ordre de l'Étoile noire
- Chevalier de l'ordre de l'Aigle blanc
- Médaille de la Valeur militaire italienne

## Postérité
- Rue Général de Torquat (Nantes)
- Nom gravé sur le Monument aux morts et sur le Monument commémoratif de la Résistance à Saint-Malo et sur le Mémorial 1914-1918 des Bretons à Sainte-Anne-d'Auray